# Маньковиці
Маньковиці (пол. Mańkowice, нім. Mannsdorf) — село в Польщі, у гміні Ламбіновиці Ниського повіту Опольського воєводства.
Населення — 638 осіб (2011).

## Демографія
Демографічна структура станом на 31 березня 2011 року:
|          | Загалом | Допрацездатний вік | Працездатний вік | Постпрацездатний вік |
| -------- | ------- | ------------------ | ---------------- | -------------------- |
| Чоловіки | 297     | 66                 | 209              | 22                   |
| Жінки    | 341     | 72                 | 201              | 68                   |
| Разом    | 638     | 138                | 410              | 90                   |